# Ewa Kłobukowska
Ewa Janina Kłobukowska, poljska atletinja, * 1. oktober 1946, Varšava, Poljska.
Nastopila je na poletnih olimpijskih igrah leta 1964, kjer je osvojila naslov olimpijske prvakinje v štafeti 4x100 m in bronasto medaljo v teku na 100 m. Na evropskih prvenstvih je leta 1966 osvojila naslova prvakinje v teku na 100 m in v štafeti 4x100 m ter srebrno medaljo v teku na 200 m.